# Trichoglottis tenera
Trichoglottis tenera är en orkidéart som först beskrevs av John Lindley, och fick sitt nu gällande namn av Heinrich Gustav Reichenbach. Trichoglottis tenera ingår i släktet Trichoglottis och familjen orkidéer. Inga underarter finns listade i Catalogue of Life.